# Daresalam
Pour plus de détails, voir Fiche technique et Distribution.
Daresalam est un film franco-tchadien réalisé par Issa Serge Coelo et sorti en 2002.

## Fiche technique
- Titre : Daresalam
- Réalisation : Issa Serge Coelo
- Scénario : Ismael Ben-Cherrif et Issa Serge Coelo
- Photographie : Jean-Jacques Mréjen
- Costumes : Fanny Djiengard
- Son : André Rigaut
- Musique : Khalil Chahine
- Montage : Catherine Schwartz
- Production : Pierre Javaux Productions - Parenthèses Films - Arte
- Pays d'origine :  France -  Tchad
- Durée : 100 minutes
- Date de sortie : France - 11 mai 2002

## Distribution
- Haikal Zakaria : Djimi
- Abdoulaye Ahmat : Koni
- Gérard Essomba : Adoum
- Sidiki Bakaba : Félix
- Youssouf Djaoro : Tom
- Garba Issa Malloum : Yacoub
- Baba Hassan Fatime : Achta
- Khalite Deye : la mère
- Adam Idrissa : Bichara
- Moussa Atim